# Motore PSA TU
Con la sigla PSA TU si intende una famiglia composta da motori a scoppio e motori diesel prodotti a partire dal 1986 al 2015 dal gruppo automobilistico francese PSA.
Oramai obsoleti e sempre meno utilizzati dal gruppo francese, i motori TU sono usciti di produzione nel 2015, sostituiti dai motori EP ed EB. L'ultimo esemplare in Europa è stato prodotto il 18 dicembre del 2014, mentre per il solo 2015 questi motori hanno continuato a essere prodotti in Sudamerica.

## Caratteristiche

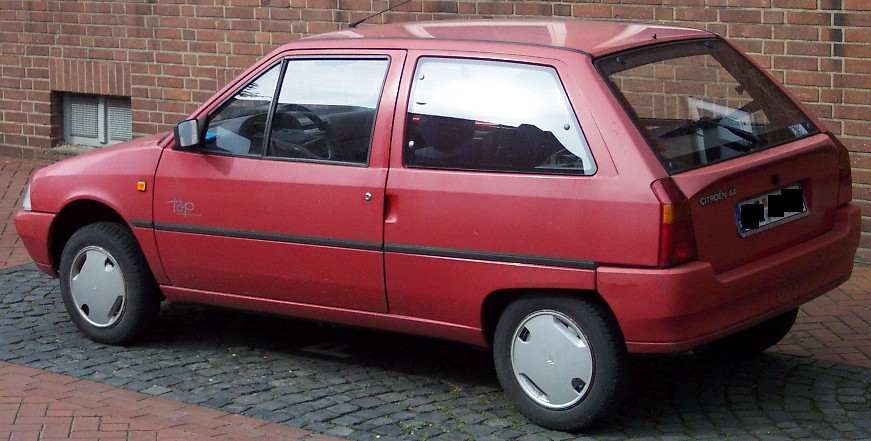
Una Citroën AX, prima vettura a montare un motore TU

Questa famiglia di motori è andata a sostituire i precedenti motori della Serie X, in produzione già dal 1972, e rispetto ai quali rappresentano una netta evoluzione. Tre delle varianti di cilindrata dei motori della Serie X (precisamente il 1.0, il 1.1 e il 1.4) vengono riprese anche nella Serie TU, che però ha proposto anche delle novità, consistenti nell'introduzione di una versione da 1.3 litri, di una da 1.6 litri e di due varianti a gasolio da 1.4 e 1.5 litri.
Le caratteristiche principali dei motori TU evidenziano anche le migliorie rispetto ai motori della Serie X, pur mostrando nel contempo un'architettura generale pressoché identica. In pratica i motori TU sono caratterizzati come segue:
- architettura a 4 cilindri in linea;
- testata e basamento in lega di alluminio;
- inclinazione del motore di 6° in avanti.

L'inclinazione in avanti di 6° è una delle principali differenze rispetto ai motori della Serie X, i quali, essendo inclinati all'indietro di 72°, rendevano difficoltosa la manutenzione ordinaria.
Altre differenze stanno nella diversa sistemazione dei collettori di aspirazione e di scarico, i primi posteriormente e i secondi anteriormente.
L'alimentazione era inizialmente a carburatore, ma dal 1º gennaio 1993  tale soluzione dovette essere abbandontata, visto che le normative antinquinamento obbligarono a realizzare solo più vetture catalizzate e a iniezione elettronica.
Lo schema della distribuzione riprendeva quello dei motori della Serie X, il classico schema con un albero a camme in testa e con due valvole per cilindro o SOHC. A partire dal 1996, però, è stata proposta una versione 1.6 bialbero a 4 valvole per cilindro (DOHC), utilizzata nelle versioni di punta delle piccole Peugeot e Citroën. Un'altra versione bialbero, stavolta da 1.4 litri, è stata lanciata nel 2004.
I motori della famiglia TU sono classificabili prima di tutto in due grandi sottofamiglie, quella dei motori TU a benzina e quella dei motori TU a gasolio (noti come TUD). Queste due sottofamiglie danno luogo a diverse versioni, ciascuna a sua volta disponibile in più varianti.

## Motori TU a benzina
Come già accennato, i motori TU a benzina sono strettamente imparentati ai tre motori della serie X, di cui riprendono le caratteristiche dimensionali. Oltre ai tre motori da 1.0, 1.1 e 1.4 litri ve ne è anche uno nuovo, da 1.6 litri.

### TU9

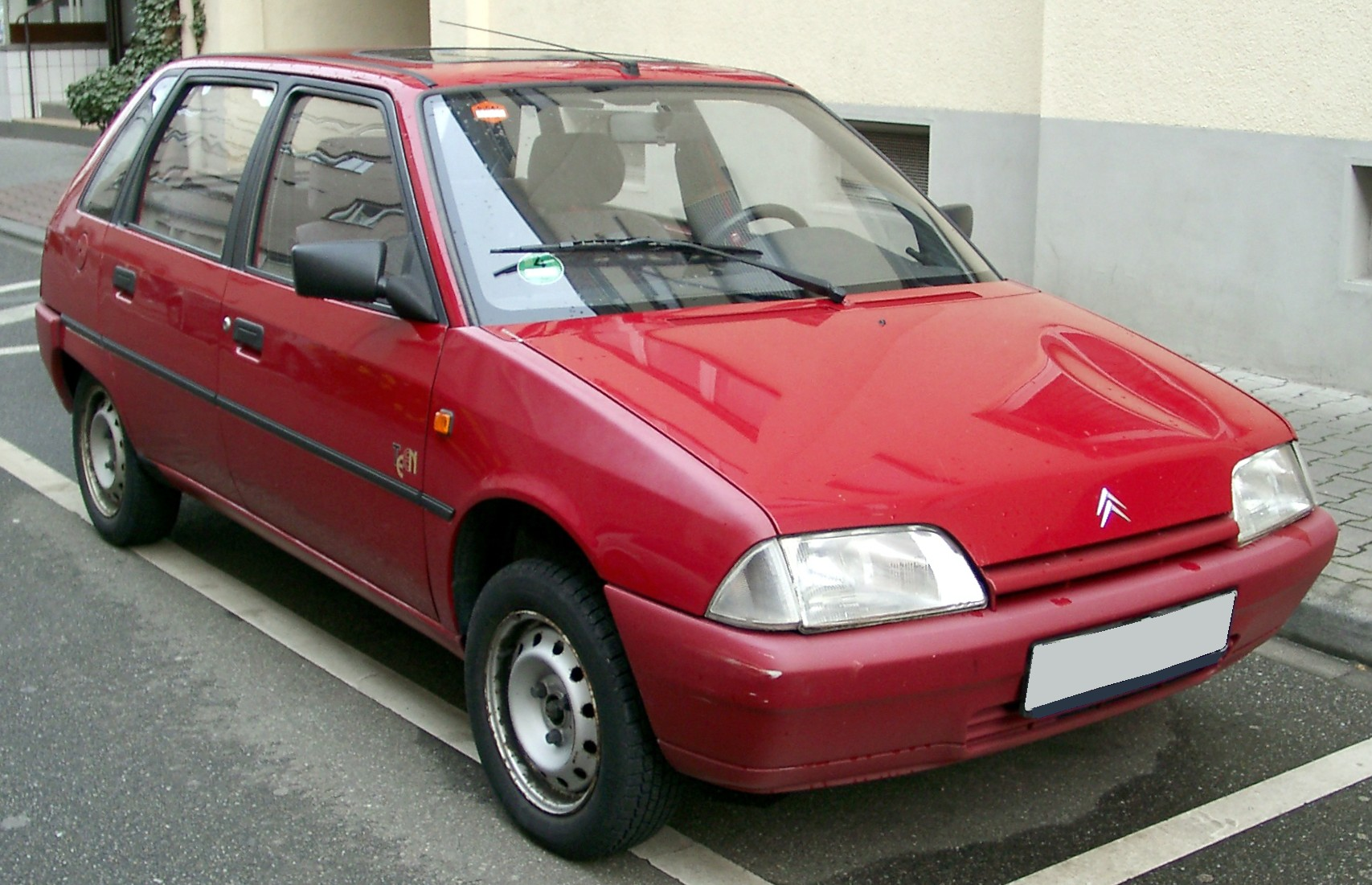
Una Citroën AX 10, esempio di applicazione per un TU9

Il TU9 rappresenta la base dei motori TU. Esso corrisponde al motore XV, di cui mantiene anche gli ingombri. Le caratteristiche generali del motore TU9 sono quindi:
- alesaggio e corsa: 70x62 mm;
- cilindrata: 954 cm³.

Il motore TU9 aveva caratteristiche costruttive tali da poter rispettare solo le normative Euro 2 o inferiori. Nel 2001, con l'entrata in vigore delle più severe normative Euro 3, tale motore è stato tolto di produzione.
Il motore TU9 è stato proposto in due varianti, una a carburatore e l'altra a iniezione elettronica.

#### TU9/K
- alimentazione: un carburatore monocorpo Solex 32 PBISA 16;
- rapporto di compressione: 9,4:1;
- potenza massima: 44 CV (32 Kw)a 5200 giri/min;
- coppia massima: 73,6 Nm a 2400 giri/min.

Questa variante è stata montata su:
- Peugeot 106 XN, XR e Open (1991-92);
- Peugeot 205 base, GE, XE, GL e XL (1988-92);
- Citroën AX 10 (1986-92).

#### TU9 ML/Z
(CDY) con 45 CV / 33 kW fino circa al 1999
(CDZ) con 50 CV / 37 kW
- alimentazione a iniezione elettronica single point Bosch Motronic;
- rapporto di compressione: 9.4:1;
- potenza massima: 50 CV a 6000 giri/min;
- coppia massima: 73.5 N·m a 3700 giri/min.

La variante a iniezione del TU9 è stata montata su:
- Peugeot 106 XN, XR, Kid e Palm Beach (1992-01);
- Peugeot 205 Junior e Style (1992-98);
- Citroën AX 10i (1992-98);
- Citroën Saxo 1.0i (1998-01).

### TU1
Il motore TU1 corrisponde per ingombri e caratteristiche al motore XW. Le caratteristiche sono:
- alesaggio e corsa: 72x69 mm;
- cilindrata: 1124 cc.

Anche questo motore è stato proposto sia a carburatore che a iniezione, ma in quattro varianti anziché due. Tali varianti sono riportate di seguito.
| Motore PSA TU1 |                                    |                          |                |               |                           |                                       |                    |
| Variante       | Alimentazione                      | Rapporto di compressione | Potenza CV/rpm | Coppia Nm/rpm | Normativa antinquinamento | Applicazioni                          | Anni di produzione |
| TU1/K          | Carburatore monocorpo              | 9,7                      | 55/5800        | 89,3/3200     | Euro 0                    | Peugeot 205 1.1 GL, XL, GR e XR       | 1987-92            |
| TU1/K          | Carburatore monocorpo              | 9,7                      | 55/5800        | 89,3/3200     | Euro 0                    | Citroën AX 11                         | 1986-92            |
| TU1/K          | Carburatore monocorpo              | 9,7                      | 55/5800        | 89,3/3200     | Euro 0                    | Citroën BX 11                         | 1988-91            |
| TU1 F2/K       | Carburatore monocorpo              | 9,7                      | 60/5800        | 87,5/3200     | Euro 0                    | Peugeot 106 1.1                       | 1991-92            |
| TU1 F2/K       | Carburatore monocorpo              | 9,7                      | 60/5800        | 87,5/3200     | Euro 0                    | Peugeot 309 1.1 Graffic               | 1992               |
| TU1 F2/K       | Carburatore monocorpo              | 9,7                      | 60/5800        | 87,5/3200     | Euro 0                    | Citroën ZX 1.1                        | 1991-92            |
| TU1 M/Z        | Iniezione elettronica single-point | 9,4                      | 60/6200        | 87,5/3800     | Euro 1 ed Euro 2          | Peugeot 106 1.1 XR, XT e Italian Open | 1993-00            |
| TU1 M/Z        | Iniezione elettronica single-point | 9,4                      | 60/6200        | 87,5/3800     | Euro 1 ed Euro 2          | Peugeot 205 1.1 Sacré Numero          | 1993-96            |
| TU1 M/Z        | Iniezione elettronica single-point | 9,4                      | 60/6200        | 87,5/3800     | Euro 1 ed Euro 2          | Peugeot 206 1.1 XR e XT               | 1998-00            |
| TU1 M/Z        | Iniezione elettronica single-point | 9,4                      | 60/6200        | 87,5/3800     | Euro 1 ed Euro 2          | Peugeot 306 1.1                       | 1994-97            |
| TU1 M/Z        | Iniezione elettronica single-point | 9,4                      | 60/6200        | 87,5/3800     | Euro 1 ed Euro 2          | Peugeot 309 XE e GE                   | 1990-92            |
| TU1 M/Z        | Iniezione elettronica single-point | 9,4                      | 60/6200        | 87,5/3800     | Euro 1 ed Euro 2          | Citroën AX 1.1i                       | 1993-96            |
| TU1 M/Z        | Iniezione elettronica single-point | 9,4                      | 60/6200        | 87,5/3800     | Euro 1 ed Euro 2          | Citroën Saxo 1.1                      | 1996-00            |
| TU1 M/Z        | Iniezione elettronica single-point | 9,4                      | 60/6200        | 87,5/3800     | Euro 1 ed Euro 2          | Citroën C15 Familiale RE              | 1993-96            |
| TU1 JP         | Iniezione elettronica multipoint   | 10,2                     | 60/5500        | 94/3400       | Euro 3 ed Euro 4          | Peugeot 106 1.1                       | 2001-04            |
| TU1 JP         | Iniezione elettronica multipoint   | 10,2                     | 60/5500        | 94/3400       | Euro 3 ed Euro 4          | Peugeot 206 1.1                       | 2001-05            |
| TU1 JP         | Iniezione elettronica multipoint   | 10,2                     | 60/5500        | 94/3400       | Euro 3 ed Euro 4          | Peugeot 206 Plus 1.1                  | 2009-12            |
| TU1 JP         | Iniezione elettronica multipoint   | 10,2                     | 60/5500        | 94/3400       | Euro 3 ed Euro 4          | Citroën Saxo 1.1                      | 2001-03            |
| TU1 JP         | Iniezione elettronica multipoint   | 10,2                     | 60/5500        | 94/3400       | Euro 3 ed Euro 4          | Citroën C3 Mk1 1.1                    | 2002-10            |
| TU1 JP         | Iniezione elettronica multipoint   | 10,2                     | 60/5500        | 94/3400       | Euro 3 ed Euro 4          | Citroën C2 1.1                        | 2003-10            |
| TU1 JP         | Iniezione elettronica multipoint   | 10,2                     | 60/5500        | 94/3400       | Euro 5                    | Citroën C3 Mk2 1.1                    | 2009-13            |

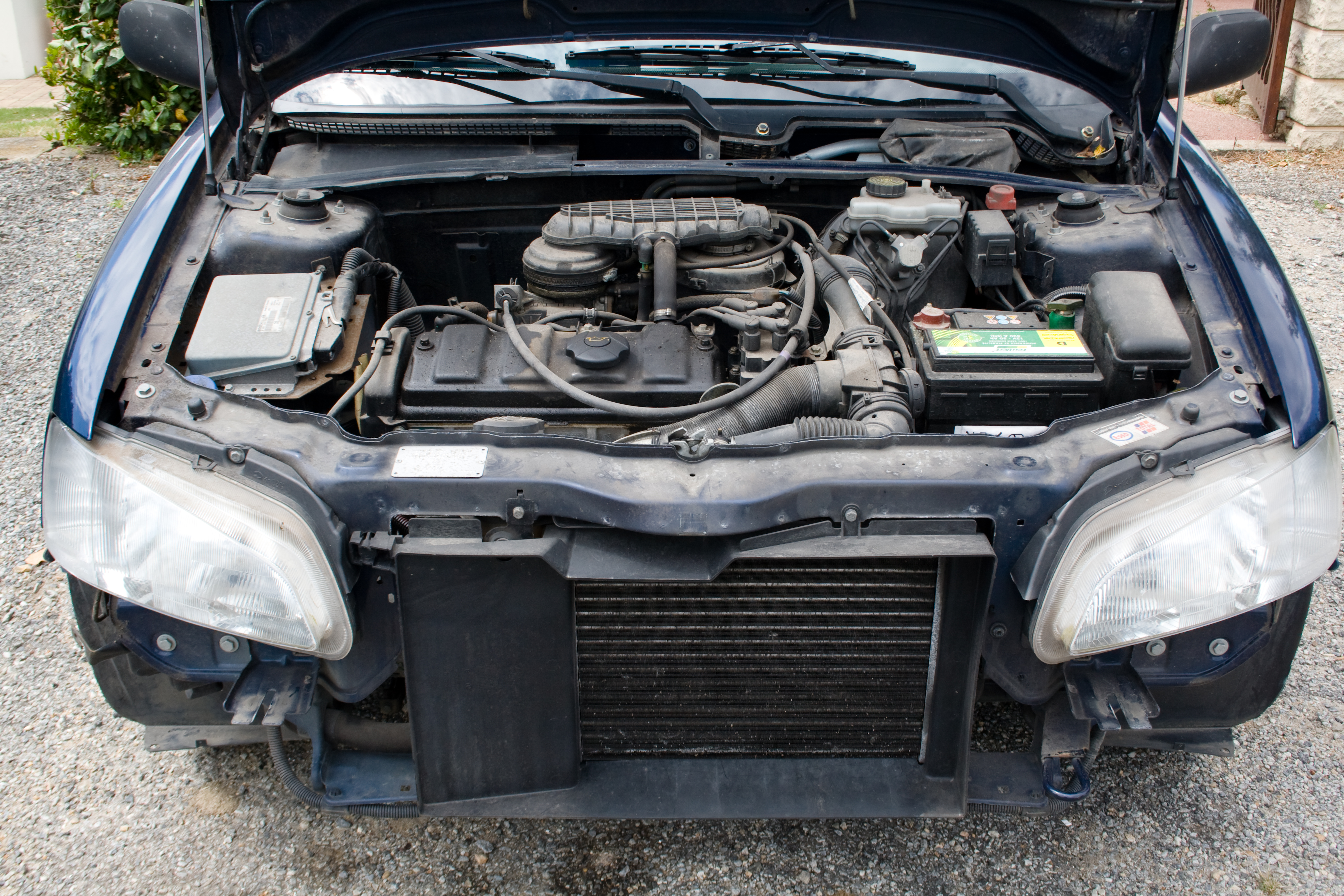
Una Peugeot 106 (senza paraurti) con motore TU1M/Z iniezione Single Point

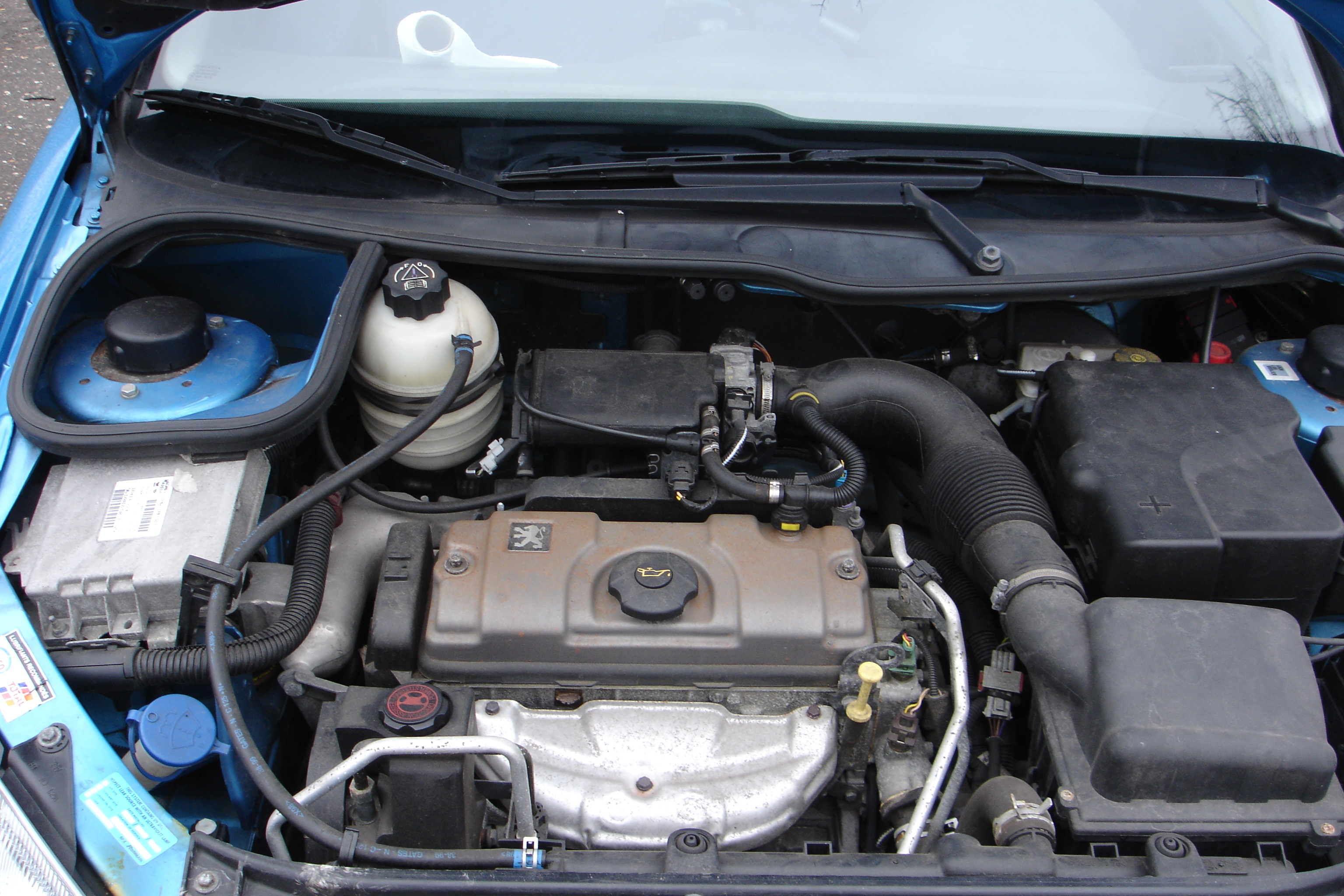
Una Peugeot 206 con Motore TU1/JP iniezione multi point

Il motore TU1 JP è stato proposto anche in versione bi-fuel benzina/GPL. Questa versione, la cui potenza si ferma a 57 CV, è stata montata sulla Citroën C3 1.1 Bi-Energy (dal 2009 al 2013) e sulla Peugeot 206+.

### TU2
Il motore TU2 è una versione destinata ad alcuni modelli sportivi. Le sue caratteristiche basilari sono le seguenti:
- Alesaggio e corsa: 75x73,2 mm;
- Cilindrata: 1294 cc.

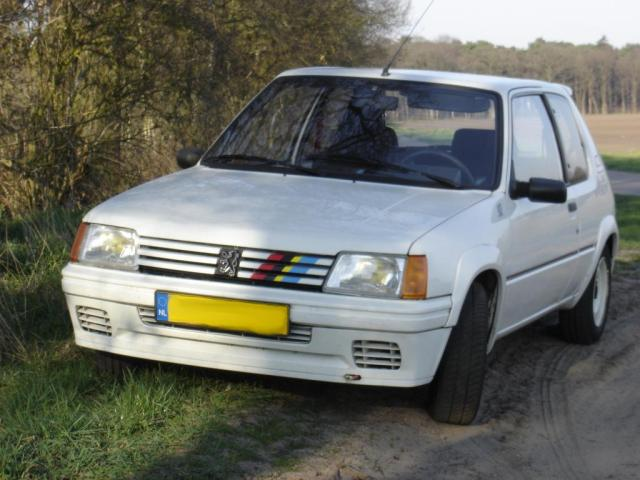
La 205 Rallye 1.3 era un esempio illustre di applicazione di un motore TU2

In pratica è una versione a corsa allungata del motore XZ da 1.2 litri, del quale costituisce anche la naturale evoluzione. Questo motore è stato proposto in tre varianti, ognuna delle quali ha trovato applicazione in un unico modello:
| Motore PSA TU2 |                                                  |                          |                |               |                           |                        |                    |
| Variante       | Alimentazione                                    | Rapporto di compressione | Potenza CV/rpm | Coppia Nm/rpm | Normativa antinquinamento | Applicazioni           | Anni di produzione |
| TU2 A          | due carburatori doppio corpo                     | 9,6                      | 95/6800        | 113/5000      | Euro 0                    | Citroën AX Sport       | 1987-90            |
| TU24A/K        | due carburatori doppio corpo                     | 9,6                      | 103/6800       | 120/5000      | Euro 0                    | Peugeot 205 Rallye     | 1988-92            |
| TU2 J2/Z       | iniezione elettronica multi point Marelli 08P.40 | 10,2                     | 100/7200       | 108/5400      | Euro 1                    | Peugeot 106 Rallye 1.3 | 1993-96            |

### TU3
Il motore TU3 rappresenta l'evoluzione TU del motore XY della Serie X, prodotto in precedenza e sostituito dallo stesso TU3. Del motore XY vengono mantenute le stesse caratteristiche dimensionali, e quindi ritroviamo la stessa cilindrata di 1360 cc, nonché le stesse misure di alesaggio e corsa, pari a 75x77 mm.

Il motore TU3 è la versione TU proposta nel maggior numero di varianti. Le sole varianti non catalizzate, pur essendo state prodotte per un periodo relativamente breve, sono già numerose. Per ragioni di spazio e soprattutto di chiarezza, tali versioni "pre-Euro 1", unitamente ad alcune versioni catalizzate ma riservate a pochi modelli, sono quindi raggruppate nella seguente tabella illustrativa a scomparsa, seguite da un breve descrizione delle due principali varianti catalizzate, simili tra loro:
| Motore PSA TU3 |                          |                          |                |               |                                  |                    |
| Variante       | Alimentazione            | Rapporto di compressione | Potenza CV/rpm | Coppia Nm/rpm | Applicazioni                     | Anni di produzione |
| TU3 A          | carburatore monocorpo    | 9,3                      | 65/5400        | 112/3000      | Peugeot 205 1.4 XR, GR e SR      | 1988               |
| TU3 A          | carburatore monocorpo    | 9,3                      | 65/5400        | 112/3000      | Peugeot 405 1.4 GL               | 1987-89            |
| TU3 A/K        | carburatore monocorpo    | 9,3                      | 70/5600        | 111/3400      | Peugeot 205 1.4 GR, SR, XR e CJ  | 1989-91            |
| TU3 A/K        | carburatore monocorpo    | 9,3                      | 70/5600        | 111/3400      | Peugeot 309 1.4 XL, GR e GL      | 1990-91            |
| TU3 A/K        | carburatore monocorpo    | 9,3                      | 70/5600        | 111/3400      | Peugeot 405 1.4 GL               | 1989-92            |
| TU3 A/K        | carburatore monocorpo    | 9,3                      | 70/5600        | 111/3400      | Citroën AX 14                    | 1989-91            |
| TU3 A/K        | carburatore monocorpo    | 9,3                      | 70/5600        | 111/3400      | Citroën BX 14                    | 1988-91            |
| TU3 F2/K       | Carburatore doppio corpo | 9,3                      | 75/5800        | 116/3800      | Peugeot 106 1.4                  | 1991-92            |
| TU3 F2/K       | Carburatore doppio corpo | 9,3                      | 75/5800        | 116/3800      | Peugeot 205 1.4 SR               | 1992               |
| TU3 F2/K       | Carburatore doppio corpo | 9,3                      | 75/5800        | 116/3800      | Peugeot 309 1.4 GL, XL, SX e GRX | 1991-92            |
| TU3 F2/K       | Carburatore doppio corpo | 9,3                      | 75/5800        | 116/3800      | Citroën AX 14 e 4x4              | 1991-92            |
| TU3 F2/K       | Carburatore doppio corpo | 9,3                      | 75/5800        | 116/3800      | Citroën ZX 14                    | 1990-92            |
| TU3 S          | Carburatore doppio corpo | 9,3                      | 85/6400        | 116/4000      | Peugeot 205 1.4 XS e GT          | 1988-92            |
| TU3 S          | Carburatore doppio corpo | 9,3                      | 85/6400        | 116/4000      | Peugeot 205 1.4 XT e CT          | 1988-89            |
| TU3 S          | Carburatore doppio corpo | 9,3                      | 85/6400        | 116/4000      | Citroën AX GT                    | 1987-91            |
| TU3 FJ2/Z      | Iniezione elettronica    | 9,6                      | 94/6600        | 117/4200      | Citroën AX GTi Kat               | 1993-96            |
| TU3 FJ2/Z      | Iniezione elettronica    | 9,6                      | 94/6600        | 117/4200      | Peugeot 106 1.4 XSi Kat          | 1993-94            |
| TU3 FJ2/K      | Iniezione elettronica    | 9,6                      | 98/6800        | 123/4200      | Peugeot 106 1.4 XSi              | 1991-92            |
| TU3 FJ2/K      | Iniezione elettronica    | 9,6                      | 98/6800        | 123/4200      | Citroën AX GTi                   | 1991-92            |

#### TU3M/Z e TU3 JP

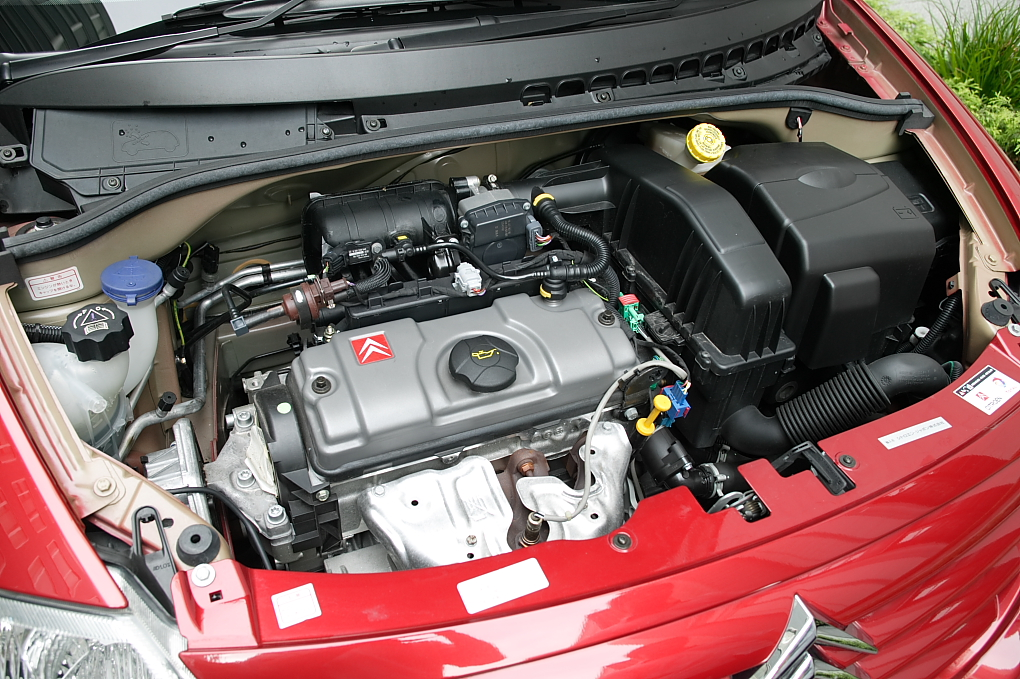
Uno degli ultimi motori TU3JP, montato su una Citroën C3

Va notato che la precedente tabella non riportava le applicazioni relative al motore TU3JP, vale dire quello a iniezione prodotto dal 1993 in poi. Questo perché lo sviluppo e l'evoluzione di tale motore è più articolato delle altre varianti e il numero delle sue applicazioni è estremamente alto. Perciò, sempre per motivi di maggior chiarezza e leggibilità le applicazioni vengono riportate di seguito, premettendo che questo motore erogava inizialmente una potenza massima di 75 CV a regimi compresi fra 5500 e 6200 giri/min (a seconda delle applicazioni) e una coppia massima di 111 N·m a 3400 giri/min. Queste caratteristiche erano quelle delle varianti conformi alle direttive Euro 1 ed Euro 2: in tale configurazione il motore era siglato TU3M/Z. A partire dal 2001, invece, tale motore ha subito alcune rivisitazioni volte a rispettare anche la normativa Euro 3. In tal modo, mentre la potenza massima rimase invariata, la coppia massima salì a 118 Nm a 3300 giri/min. In questa nuova configurazione, il 1.4 TU3 prese la sigla di TU3 JP.

A metà degli anni 2000, con pochi adattamenti, questa variante del 1.4 TU3 è riuscito a soddisfare anche le più severe normative Euro 4 ed Euro 5 e a oltrepassare il primo decennio del XXI secolo. In questo caso, la potenza risulta leggermente inferiore, arrivando a 73 CV 5400 giri/min, con una coppia massima rimasta invariata.

Di seguito vengono mostrate le numerose applicazioni del TU3 catalizzato:
- Peugeot 106 1.4 XR,XT,XS e Sport (1993-04);
- Peugeot 1007 1.4 (2005-10);
- Peugeot 205 1.4 Sacré Numero, Generation e CJ (1993-96);
- Peugeot 206 1.4 (1998-08);
- Peugeot 207 1.4 (2006-12) e 207 Plus 1.4 (2013-14);
- Peugeot 306 1.4 XR e XT (1993-01);
- Peugeot 307 1.4 (2001-03);
- Peugeot 309 1.4 SX (1991-93);
- Peugeot Ranch 1.4 (1996-08);
- Citroën AX 1.4i e 4x4i (1993-95);
- Citroën Saxo 1.4i (1996-03);
- Citroën C2 1.4i (2003-08);
- Citroën C3 1.4i (2002-08);
- Citroën C3 1.4i Pluriel (2002-10);
- Citroën C3 Mk2 1.4 8v (2009-12);
- Citroën ZX 1.4i (1993-98);
- Citroën Xsara 1.4 (1997-05);
- Citroën Nemo 1.4 (2009-10);
- Citroën Berlingo Mk1 1.4 (1996-08).

#### ET3

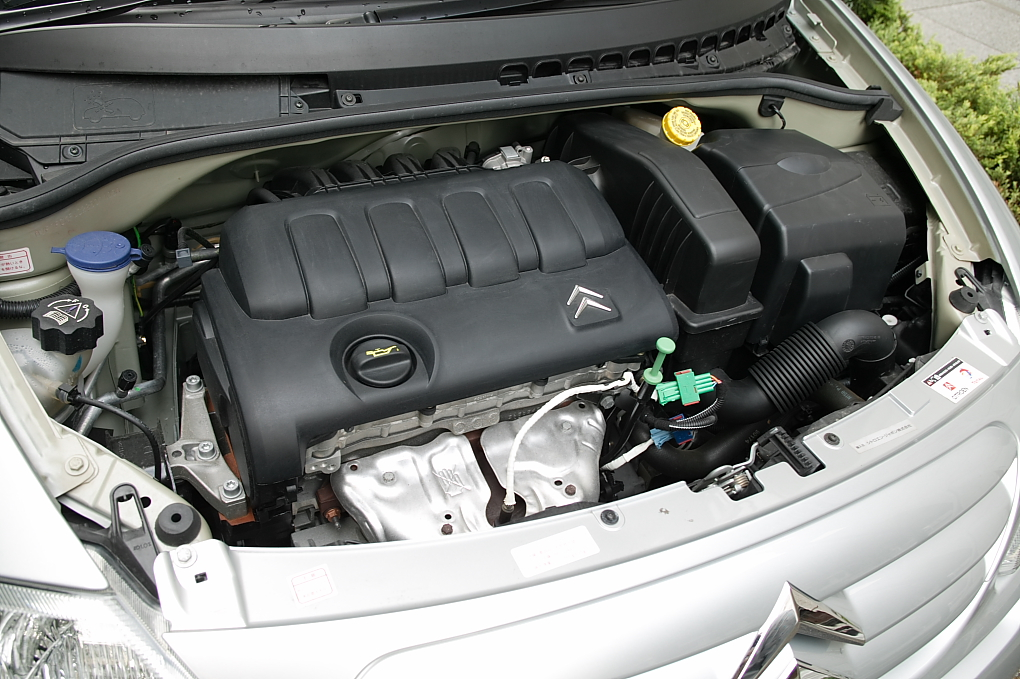
ET3 montato su una Citroën C3Mk1

Questa versione è in pratica un motore TU3 con distribuzione a doppio asse a camme in testa e con quattro valvole per cilindro. È stata introdotta nel 2004 come alternativa migliorata del 1.4 monoalbero. È inoltre dotata di un variatore di fase per ottimizzare l'erogazione del motore e i suoi consumi a seconda del regime di rotazione. Queste sono le caratteristiche:
- Rapporto di compressione: 11:1;
- Potenza massima: 88 CV a 5250 giri/min;
- Coppia massima: 133 N·m a 3250 giri/min.

Il motore ET3 è stato prodotto in una sola versione, denominata ET3J4, dotata delle caratteristiche appena descritte. Forse a causa della presenza del variatore di fase, che lo rende il più evoluto dei motori TU, tale motore viene definito da molti come l'anello di congiunzione tra la famiglia degli stessi motori TU e la famiglia dei motori Prince, questi ultimi realizzati in collaborazione con BMW. Le applicazioni relative al motore ET3 sono:
- Peugeot 206 1.4 16V (2004-06);
- Peugeot 207 1.4 16V e 207 XS 2tronic (2006-09);
- Peugeot 307 1.4 16V (2004-08);
- Citroën C3 1.4 16V (2004-08);
- Citroën C4 Mk1 1.4 16V (2004-10).

### TU4M
Questa sigla indica un motore utilizzato pochissimo, solo in alcuni mercati sudamericani e per pochissimi mesi. Si tratta quindi di un motore estremamente raro e del quale è difficile trovare notizie. Essendo destinato principalmente al mercato brasiliano, è un motore progettato per funzionare sia a benzina che a etanolo. Il motore TU4M nasce dall'unione del monoblocco del motore TU3 (con canne cilindri da 75 mm di diametro) e dell'albero a gomiti ripreso dal motore TU5 (della lunghezza di 82 mm). Da ciò scaturisce quindi una cilindrata di 1449 cm³. Del motore 1.4 TU3 viene ripreso anche lo schema di distribuzione monoalbero in testa con due valvole per cilindro. Questo motore è inoltre caratterizzato da differenti valori di erogazione di potenza e coppia nel caso venga alimentato a benzina o a etanolo (come peraltro in tutti i motori di questo tipo). In caso di funzionamento a benzina, questo motore eroga una potenza massima di 89 CV a 5500 giri/min, con una coppia massima di 131 Nm a 3000 giri/min. In caso di funzionamento a etanolo, invece, la potenza sale a 93 CV a 5500 giri/min, mentre la coppia scende a 103 Nm a 3000 giri/min.
Come già detto, il motore TU4M è stato montato sotto il cofano della Citroën C3 Aircross nella versione destinata ai mercati sudamericani.

### TU5

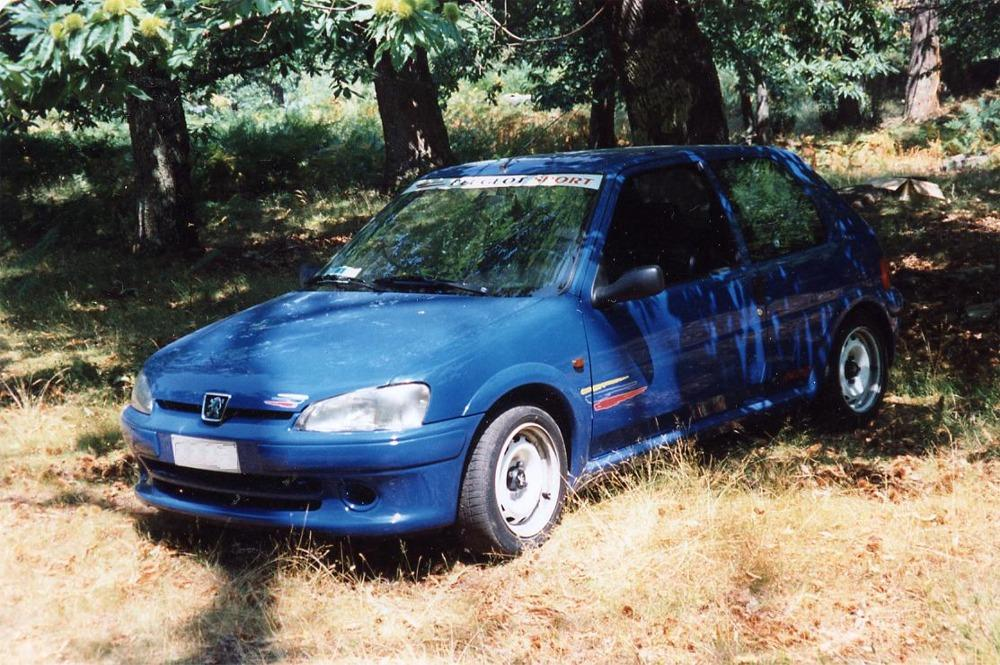
La 106 Rallye 1.6 montava un motore TU5

Il motore TU5 rappresenta il top della famiglia TU quanto a prestazioni. È una delle significative novità nel passaggio dai motori della Serie X ai motori TU. Questo motore raccoglieva l'eredità del 1.6 XU5, in forza a diversi modelli Peugeot e Citroën già da oltre un decennio. Tra questo motore e il resto della famiglia TU c'è una grossa differenza strutturale, consistente nel basamento in ghisa anziché in lega leggera come gli altri motori TU.

I motori TU5 hanno equipaggiato diversissime tipologie di modelli PSA, dai più tranquilli e votati al comfort ai più sportivi. In generale, questo motore è stato prodotto fino alla prima metà degli anni '10 del XXI secolo, le ultimissime applicazioni risalgono all'inizio del 2015. Tuttavia, già dal 2012, questo motore è stato proposto in una variante evoluta denominata EC5, e che presenta alcuni contenuti più moderni, ma che rimane però confinato ad applicazione previste per il mercato cinese e pochi altri mercati emergenti. Le caratteristiche principali del TU5 sono:
- Alesaggio e corsa: 78,5x82 mm;
- Cilindrata: 1587 cc.

Inoltre il TU5 è l'unico motore a benzina della famiglia TU a essere alimentato esclusivamente a iniezione elettronica. Non esistono né sono esistiti motori TU5 a carburatore.

Il motore TU5 è stato introdotto nel 1993 con la nascita della Peugeot 306, ma in breve tempo si è diffuso su moltissimi modelli del Gruppo PSA. È stato proposto in 5 varianti.
| Motore PSA TU5 |                          |                |               |                           |                                    |                    |
| Variante       | Rapporto di compressione | Potenza CV/rpm | Coppia Nm/rpm | Normativa antinquinamento | Applicazioni                       | Anni di produzione |
| TU5 JP         | 9,6                      | 88/5600        | 135/3000      | Euro 1 ed Euro 2          | Peugeot 106 1.6 Gentry             | 1993-96            |
| TU5 JP         | 9,6                      | 88/5600        | 135/3000      | Euro 1 ed Euro 2          | Peugeot 1.6 Automatica             | 1996-97            |
| TU5 JP         | 9,6                      | 88/5600        | 135/3000      | Euro 1 ed Euro 2          | Peugeot 206 XS 1.6                 | 1998-2000          |
| TU5 JP         | 9,6                      | 88/5600        | 135/3000      | Euro 1 ed Euro 2          | Peugeot 306 1.6                    | 1993-01            |
| TU5 JP         | 9,6                      | 88/5600        | 135/3000      | Euro 1 ed Euro 2          | Peugeot Ranch 1.6                  | 1997-01            |
| TU5 JP         | 9,6                      | 88/5600        | 135/3000      | Euro 1 ed Euro 2          | Citroën Saxo 1.6 VTR               | 1996-01            |
| TU5 JP         | 9,6                      | 88/5600        | 135/3000      | Euro 1 ed Euro 2          | Citroën Xsara 1.6                  | 1997-01            |
| TU5 JP         | 9,6                      | 88/5600        | 135/3000      | Euro 1 ed Euro 2          | Citroën Xsara Picasso 1.6          | 2000-01            |
| TU5 JP         | 9,6                      | 88/5600        | 135/3000      | Euro 1 ed Euro 2          | Citroën Berlingo 1.6               | 1997-01            |
| TU5 JP         | 9,6                      | 95/5700        | 138/3500      | Euro 3                    | Citroën Xsara Picasso 1.6          | 2001-05            |
| TU5 J2/L3      | 10,2                     | 103/6200       | 132/3500      | Euro 1 ed Euro 2          | Peugeot 106 XSi 1.6                | 1994-96            |
| TU5 J2/L3      | 10,2                     | 103/6200       | 132/3500      | Euro 1 ed Euro 2          | Peugeot 106 Rallye 1.6             | 1996-99            |
| TU5 J2/L3      | 10,2                     | 98/5700        | 137/3500      | Euro 1 ed Euro 2          | Citroën Saxo Sport/VTS 100         | 2001-03            |
| TU5 JP4        | 11                       | 110/5750       | 147/4000      | Euro 3, Euro 4 ed Euro 5  | Peugeot 1007 1.6 16V               | 2005-10            |
| TU5 JP4        | 11                       | 110/5750       | 147/4000      | Euro 3, Euro 4 ed Euro 5  | Peugeot 206 1.6 16V XS             | 2000-07            |
| TU5 JP4        | 11                       | 110/5750       | 147/4000      | Euro 3, Euro 4 ed Euro 5  | Peugeot 307 1.6 16V                | 2001-08            |
| TU5 JP4        | 11                       | 110/5750       | 147/4000      | Euro 3, Euro 4 ed Euro 5  | Peugeot Ranch 1.6 16V              | 2001-08            |
| TU5 JP4        | 11                       | 110/5750       | 147/4000      | Euro 3, Euro 4 ed Euro 5  | Peugeot Partner Mk2 1.6 16v 110 CV | 2008-10            |
| TU5 JP4        | 11                       | 110/5750       | 147/4000      | Euro 3, Euro 4 ed Euro 5  | Citroën C2 1.6 16V VTR             | 2003-07            |
| TU5 JP4        | 11                       | 110/5750       | 147/4000      | Euro 3, Euro 4 ed Euro 5  | Citroën C3 1.6 16V                 | 2002-09            |
| TU5 JP4        | 11                       | 110/5750       | 147/4000      | Euro 3, Euro 4 ed Euro 5  | Citroën C4 1.6 16V                 | 2004-08            |
| TU5 JP4        | 11                       | 110/5750       | 147/4000      | Euro 3, Euro 4 ed Euro 5  | Citroën Xsara 1.6 16V              | 2001-04            |
| TU5 JP4        | 11                       | 110/5750       | 147/4000      | Euro 3, Euro 4 ed Euro 5  | Citroën Xsara Picasso 1.6 16V      | 2005-10            |
| TU5 JP4        | 11                       | 110/5750       | 147/4000      | Euro 3, Euro 4 ed Euro 5  | Citroën Berlingo Mk2 1.6 16v 110CV | 2008-09            |
| TU5 JP4        | 11                       | 90/5800        | 132/2500      | Euro 5                    | Peugeot Partner Mk2 1.6 16v 90CV   | 2008-10            |
| TU5 JP4        | 11                       | 90/5800        | 132/2500      | Euro 5                    | Citroën Berlingo Mk2 1.6 16v 90CV  | 2008-10            |
| TU5 JP4        | 11                       | 98/6000        | 132/3500      | Euro 5                    | Peugeot Partner Mk2 1.6 16v 90cv   | 2011-15            |
| TU5 J4         | 10,8                     | 118/6600       | 145/5200      | Euro 2 ed Euro 3          | Peugeot 106 1.6 16V GTI            | 1996-98            |
| TU5 J4         | 10,8                     | 118/6600       | 145/5200      | Euro 2 ed Euro 3          | Peugeot 106 1.6 16V Rallye         | 1998-04            |
| TU5 J4         | 10,8                     | 118/6600       | 145/5200      | Euro 2 ed Euro 3          | Citroën Saxo 1.6 16V VTS           | 1996-03            |
| TU5 JP4S       | 11                       | 125/6500       | 143/3750      | Euro 4                    | Citroën C2 1.6 16V VTS             | 2004-09            |

## Motori TU a gasolio

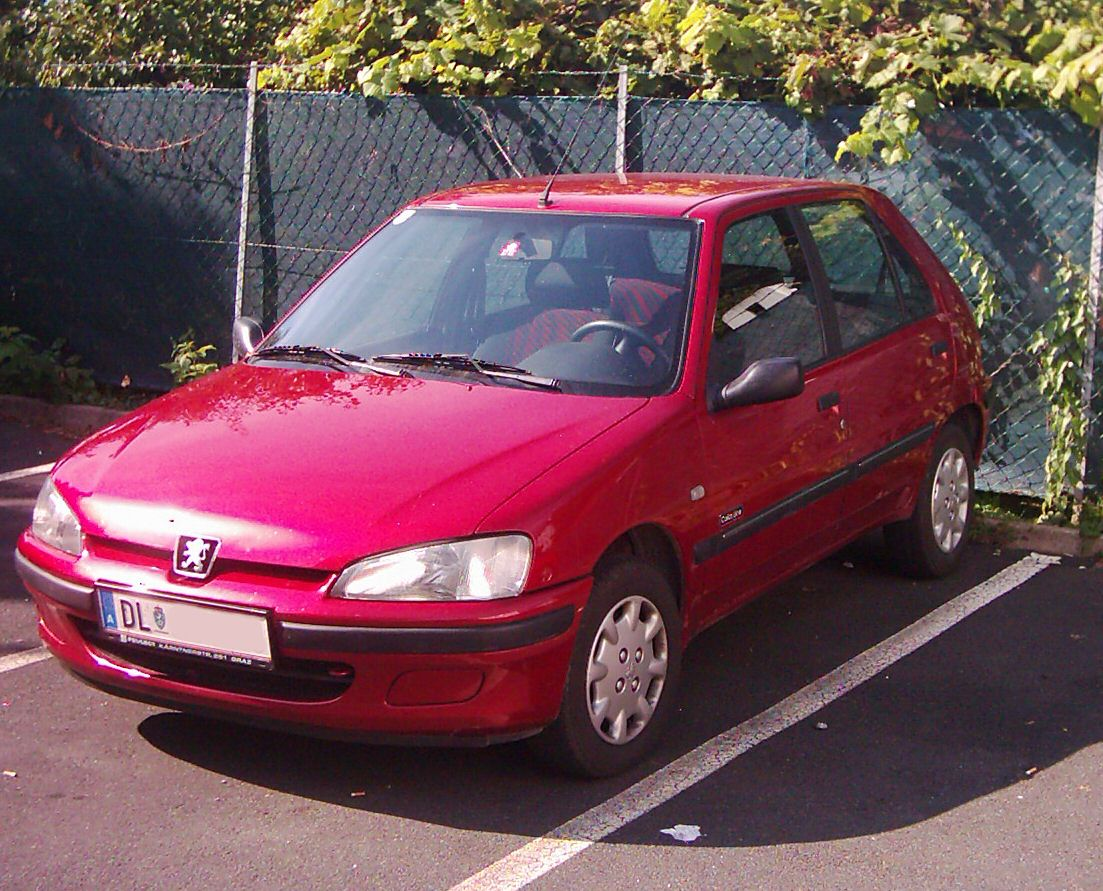
Una 106 1.5 D Mk2, equipaggiata con un motore TUD5

Alla famiglia TU appartengono anche due motori diesel aspirati, più comunemente noti con la sigla TUD e della cilindrata di 1.4 (TUD3) e 1.5 litri (TUD5).

### TUD3
Il TUD3 è stato il primo di questi due motori in ordine cronologico: ha esordito nel 1988 ed è direttamente imparentato con l'unità TU3, dalla quale eredita l'intero monoblocco con canne in ghisa. Anche le dimensioni sono quindi le stesse, con una cilindrata di 1360 cc, dovuta al mantenimento delle stesse misure di alesaggio e corsa. Le altre caratteristiche di questo motore erano:
- Rapporto di compressione: 22,5:1;
- Potenza massima: 53 CV a 5000 giri/min;
- Coppia massima: 84 N·m a 2500 giri/min.

Nel 1992, data l'imminenza dell'entrata in vigore della normativa Euro 1, anche questo motore vide l'arrivo del catalizzatore. In questo modo, la potenza massima scese a 50 CV e la coppia massima a 82 Nm.
Questo motore ha trovato applicazione su:
- Citroën AX 14 Diesel (1988-94)
- Peugeot 106 1.4 diesel Mk1 (1992-94)
- Rover serie 100 (1992-94)

### TUD5

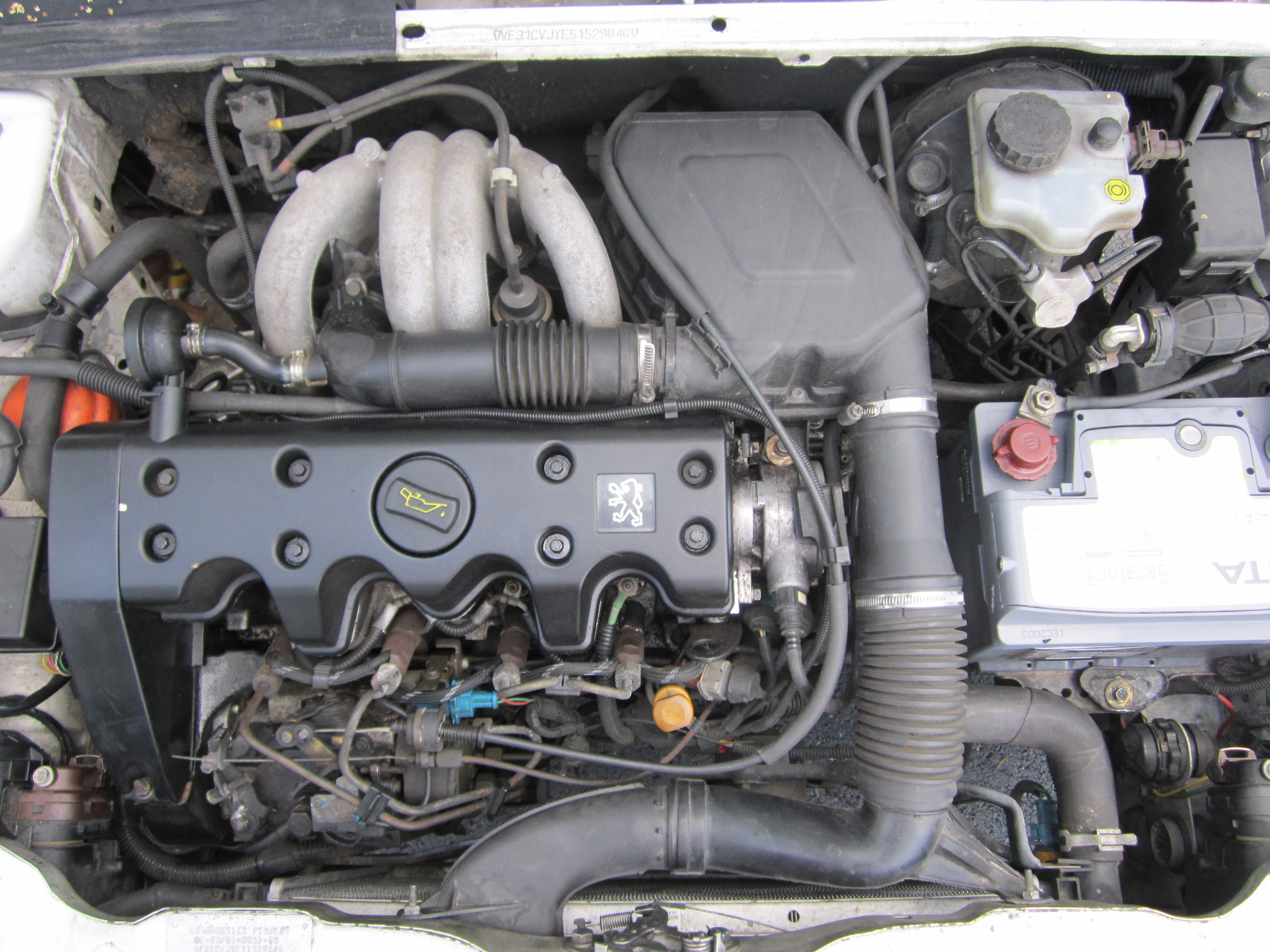
TUD5 in particolare visibili i quattro iniettori nella parte bassa

Il TUD5 sostituisce nel 1994 il TUD3, rispetto al quale differisce per diverse caratteristiche, che sono:
- Alesaggio e corsa: 77x82 mm;
- Cilindrata: 1527 cc;
- Rapporto di compressione: 23:1;
- Potenza massima: 58 CV a 5000 giri/min;
- Coppia massima: 95 N·m a 2250 giri/min.

Questo motore, l'ultimo diesel aspirato della storia per Peugeot e Citroën, è stato montato su:
- Citroën AX 1.5 D (1994-96)
- Citroën Saxo 1.5 D (1996-03)
- Peugeot 106 1.5 D Mk1 (1995-96)
- Peugeot 106 1.5 D Mk2 (1996-04)
- Nissan Micra Mk2 1.5 D (1998-02)
- Rover serie 100 (1995-1997)